# Галлен, Лори
Лоуренс Чарльз (Лори) Галлен (англ. Laurence Charles (Laurie) Gallen, 18 января 1962, Лоуэр-Хатт, Новая Зеландия) — новозеландский хоккеист (хоккей на траве), полевой игрок. Участник летних Олимпийских игр 1984 года.

## Биография
Лори Галлен родился 18 января 1962 года в новозеландском городе Лоуэр-Хатт.
В 1984 году вошёл в состав сборной Новой Зеландии по хоккею на траве на летних Олимпийских играх в Лос-Анджелесе, занявшей 7-е место. Играл в поле, провёл 6 матчей, забил 2 мяча (по одному в ворота сборных Кении и Канады).